# ДНК-зв'язувальні білки

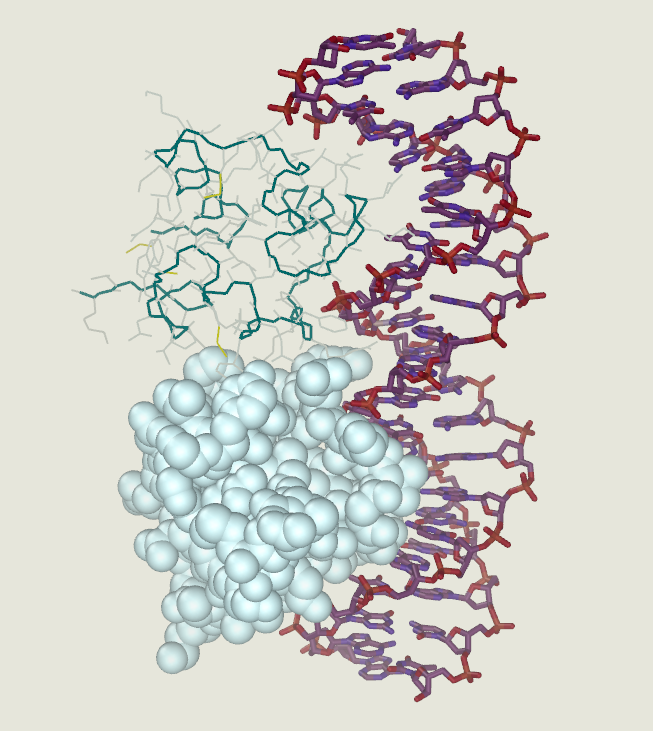
Cro протеїновий комплекс з ДНК

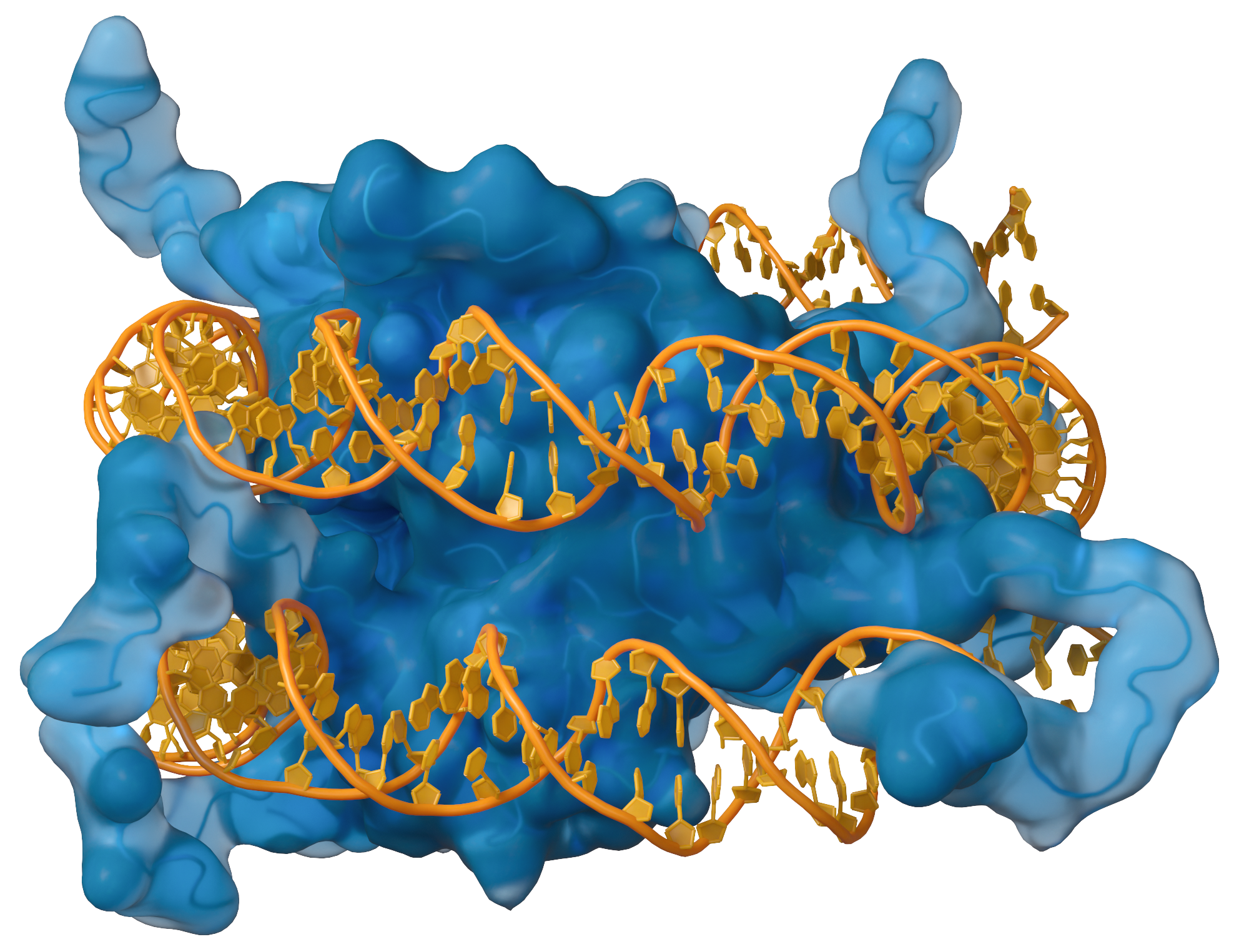
Взаємодія ДНК (оранжевим кольором) з Гістониами (намальовано синім). Дані білки приєднюються до фосфатних груп ДНК за рахунок наявності основних амінокислот.

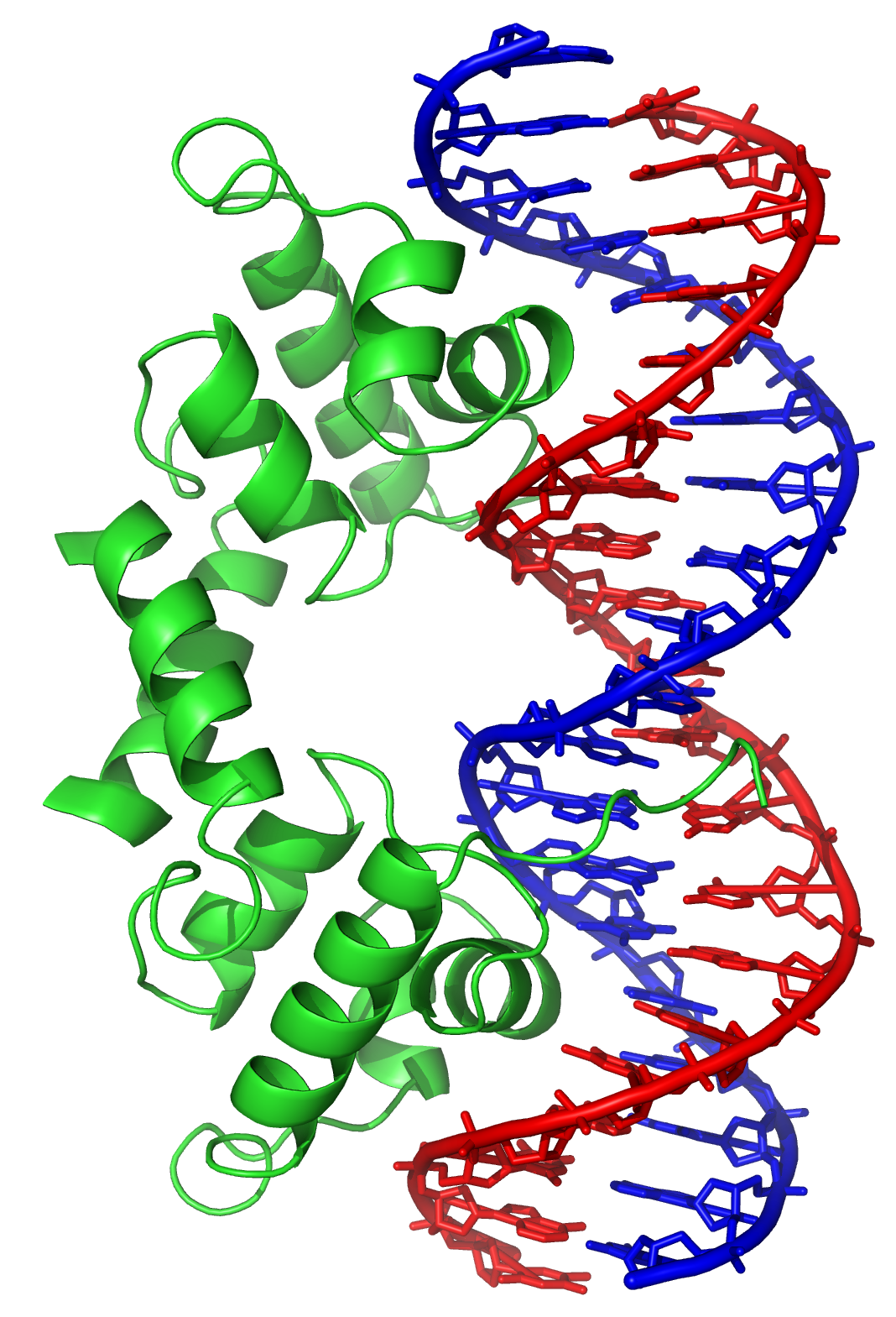
Лямбда інгібуючий спіраль-петля-спіраль транскрипційний фактор приєднаний до його ДНК мішені

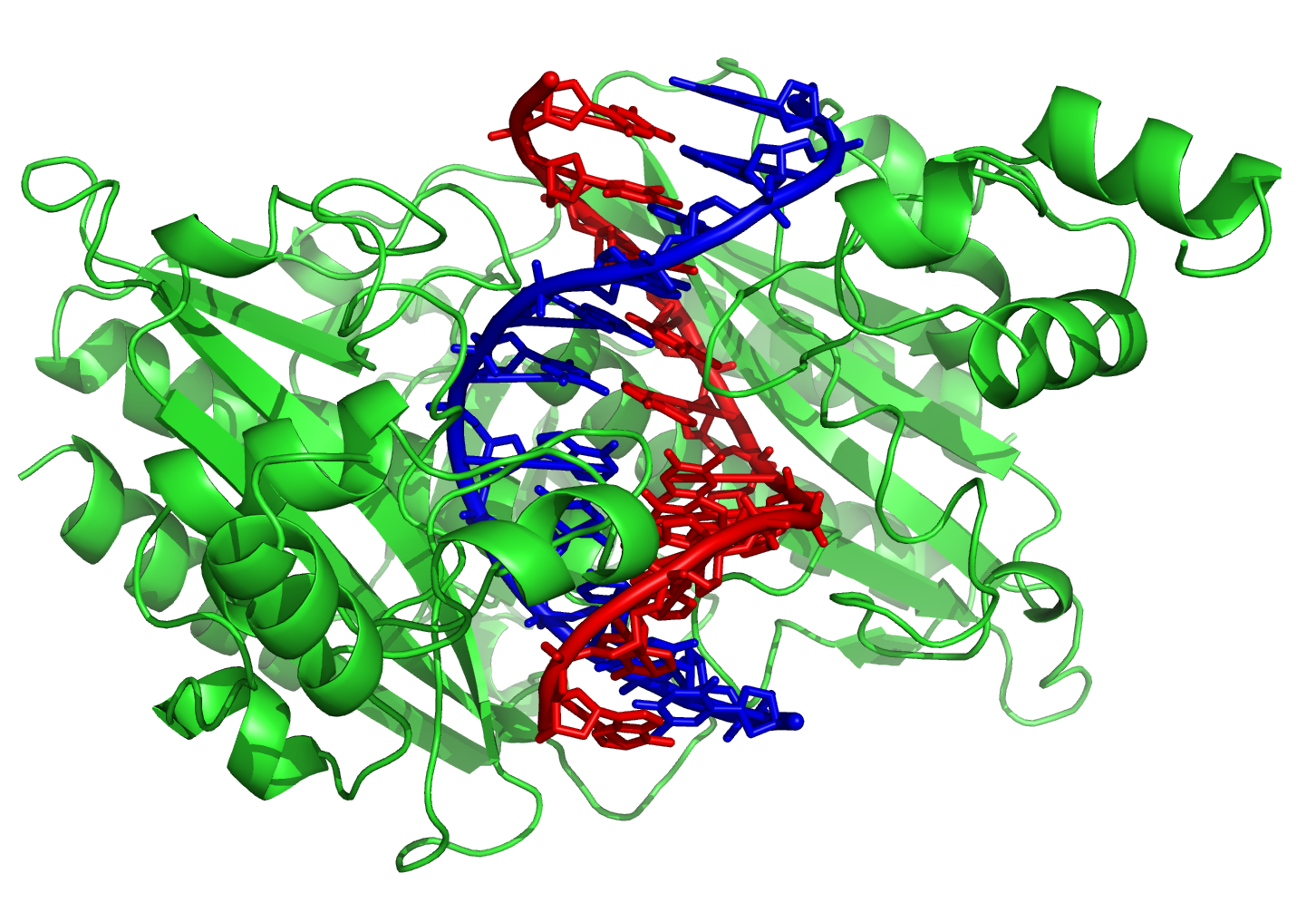
Ендонуклеази рестрикції EcoRV (зелена) в комплексі з її субстратом ДНК

ДНК-зв’язуючі білки  - це Білки, які утворені з ДНК-зв’язуючих доменів, а отже мають специфічну чи загальну спорідненість до одно- або двониткових ДНК. ДНК-зв’язуючі білки, які є сайт-специфічними, в основному взаємодіють із великою борозенкою B-ДНКа, тому що вона експонує більше функціональних груп, які ідентифікуютьпару основ. Однак відомі і до малої борозни ДНК-зв’язуючі ліганди, такі як Нетропсин, Дістаміцин, Hoechst 33258, Пентамідин, ДАФІ(4.6-диамідо-2-фенол-індол) та інші.

## Приклади
ДНК-зв’язуючі Білки включають Фактори транскрипції які є генними модуляторами процесу транскрипції, різні Полімерази, Нуклеази які розрізають молекули ДНК, та Гістони які беруть участь в компресії хромосом і транскрипції в клітинному ядрі. ДНК-зв’язуючі протеїни можуть містити такі домени, як цинковий палець, «спіраль-петля-спіраль», «лейцинова застібка» (одні з багатьох), що сприяють зв’язуванні молекули до нуклеотиду.

## Не специфічні ДНК-білкові взаємодії
Структурні білки, що зв’язують ДНК є добре вивченими прикладами неспецифічної ДНК-білкової взаємодії. В самій хромосомі ДНК зберігається в комплексі зі структурними білками. Ці білки впорядковують ДНК в компактну структуру під назвою Хроматин. В еукаріотів в цих структурах ДНК зв’язується з комплексом  невеликих основних білківГістони, коли ж у прокаріотів залучається значна кількість протеїнів. Гістони створюють диско-подібний комплекс під Нуклеосома, який містить два повні витки дво-ланцюгової  ДНК, намотаної на її поверхні. Ці не-специфічні взаємодії формуються за рахунок основних груп в гістонах, створюючи іонні зв’язки з кислотними вуглеводно-фосфатними залишками хребта ДНК, і є, таким чином, значною мірою, незалежні від послідовності основ ДНК. Хімічні модифікація цих амінокислотних залишків включає Метилювання, Фосфорилювання та Ацетилювання.  Ці хімічні модифікації змінюють міцність взаємодії між гістонами і ДНК, роблячи ДНК більш чи менш доступною для факторів транскрипції і змінюючи рівень транскрипції.  Інші не-специфічні ДНК-зв’язуючі протеїни в хроматині містять включають високо-мобільні ггрупи білків, які приєднюються, щоб натягнути чи деформувати ДНК. Ці протеїни є важливими в згинанні масивів нуклеосом і впорядкування їх в більші структури, щоб утворити хромосоми.

## ДНК-зв’язуючі білки, що специфічно зв’язують до одно-ланцюгових молекул
Серед ДНК-зв’язуючих білків є окрема група молекул, які  специфічно зв’язують одно-ниткові молекули ДНК. В людей, реплікативний протеїн А(RPA eng.) є найбільш вивчений член цієї родини білків. Він використовується в процесі де розділяється подвійна спіраль, включаючи ДНК реплікацію, рекомбінацію і ДНК репарацію. Швидше за все дані білки стабілізують одно-ниткові ДНК і захищають їх від утворення шпильок чи деградації  нуклеазами.

## Зв’язування до специфічних ДНК послідовностей
На противагу, інші білки задіяні в зв’язуванні специфічних послідовностей. Найбільш інтенисивно вивчаються різні Фактори транскрипції, які є білками, що регулюють. Кожен транскрипційний фактор зв’язкується до однієї специфічної множини ДНК послідовностей і активує чи інгібує транскрипцію генів, які містять дані послідовності біля своїх промоуторів. Фактори транскрипції роблять це двома шляхами. По-перше, вони можуть приєднюватися до РНА-полімерази відповідальної за транскрипцію або прямо, або через інший медіаторний білок, це змінює локацію полімерази, і вона наближається до промотора, і дозволяє їй розпочати процес тракнскрипції. Або ж, фактор транскрипції може зв’язувати Ферменти, що модифікують гістони біля промоторної ділянки; і це змінить рівень доступності ДНК матриці для полімерази.
Так як ці ДНК-цілі можуть опинитися будь-де в людському геномі, зміна в активностьі одного типу фактора транксрипці може вплинути на тисячі генів. Як наслідок, ці білки є часто мішенею для  Трансдукції сигналу, процесу що контролює відповідь на зміну зовнішнього середовища чи диференціювання клітині їх розвиток. Специфічність цих факторів транскрипції взаємодії з ДНК  походить від  того, білки створють декілька контактів з гранями основ ДНК, що й дозволяє ім «прочитати»ДНК послідовність. Більшість цих взаємодій відбувають у великій борозенці, де основи є більше доступні. Математичний опис білок-ДНК зв’язування враховує спеціфічність послідовності, конкурентність та кооперацію в процесі зв’язування білків різних типів, і зазвичай здійснюється з допомогою біофізичного.

## Зовнішні посилання
- Abalone [Архівовано 7 березня 2010 у Wayback Machine.] tool for modeling DNA-ligand interactions.
- DBD database of predicted transcription factors [Архівовано 4 грудня 2008 у Wayback Machine.] Uses a curated set of DNA-binding domains to predict transcription factors in all completely sequenced genomes
- MeSH DNA-Binding+Proteins